# 페레슬라블잘레스키

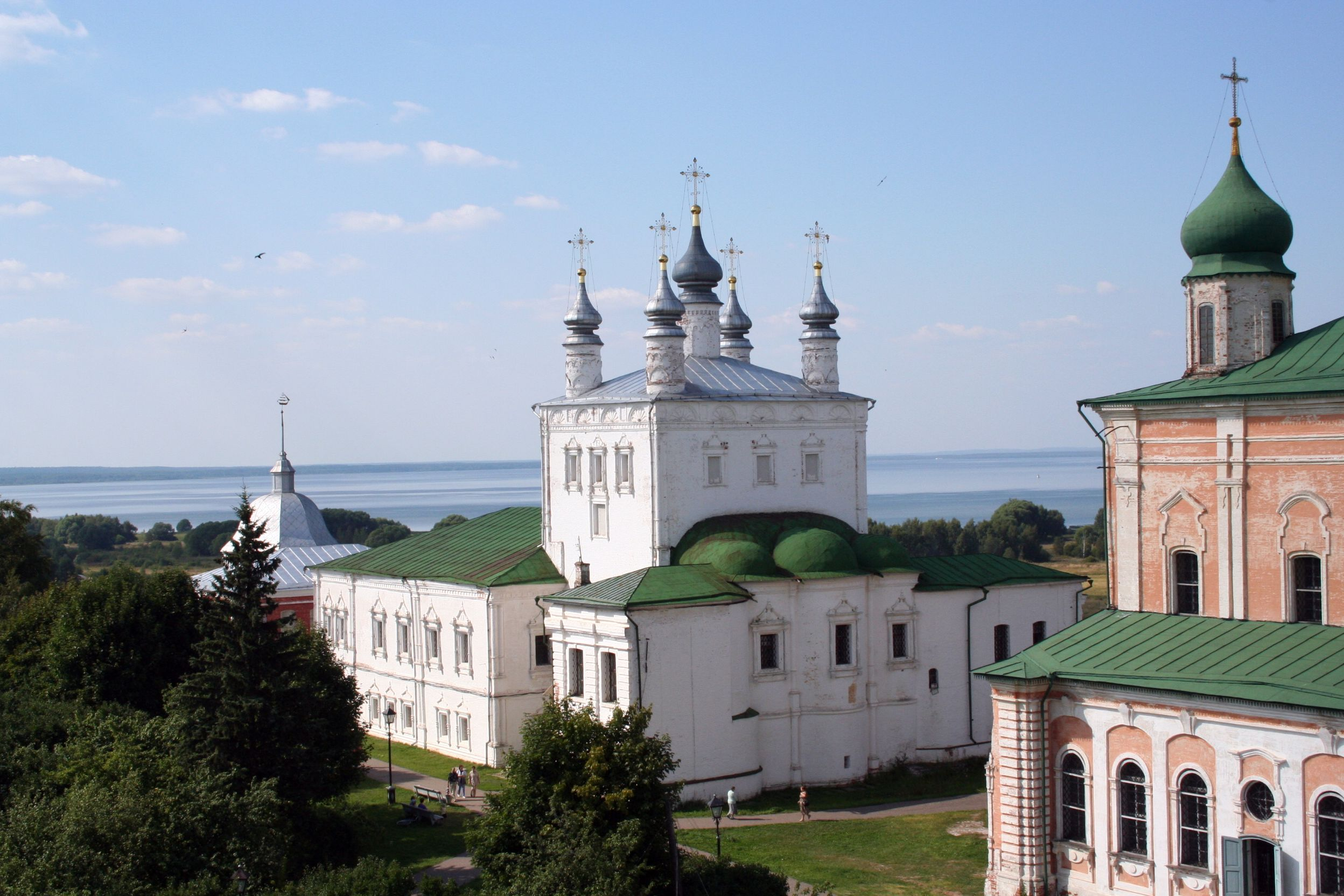
고리츠키 수도원

페레슬라블잘레스키(러시아어: Пересла́вль-Зале́сский)는 러시아 야로슬라블 주에 위치한 도시로, 인구는 43,379명(2002년 기준)이다. 1152년 유리 돌고루키가 건설했으며 1175년부터 1302년까지 페레슬라블 공국의 수도였던 곳이다. 도시 이름은 "숲 뒤에 있는 페레슬라블"을 뜻하며 모스크바에서 북동쪽으로 140km 정도 떨어진 곳에 위치한다.